# 하인리히 폰 슈테판
하인리히 폰 슈테판 (Heinrich von Stephan , 1831년 1월 7일 ~ 1897년 4월 8일) 은 독일의 정치가이다. 청년 시절부터 편지·우편에 흥미를 갖고 후에 독일의 우정 총감 (체신부 장관) 이 되었다. 1840년 각국의 우편 제도를 통일하여, 인종·언어 등이 다른 여러 나라들을 연결하는 국제 기관을 만들 계획을 발표하였다. 그 결과 1874년 베를린에서 제1회 만국우편회의가 개최되었는데, 그가 제1회 의장이 되고, 이것이 만국우편연합의 기초가 되었다.

## 참고 자료
- 이 문서에는 다음커뮤니케이션(현 카카오)에서 GFDL 또는 CC-SA 라이선스로 배포한 글로벌 세계대백과사전의 내용을 기초로 작성된 글이 포함되어 있습니다.